# Helene von Dönniges
Helene von Dönniges,  baronessa von Racovitza-Schewitsch, född 21 mars 1843 i Berlin, död 1 oktober 1911 i München, var en tysk journalist och författare. Hon var dotter till Wilhelm von Dönniges.  
Helene von Dönniges, som hade ett stort inflytande på Ferdinand Lassalles öde, gifte sig efter dennes död med hans rival och baneman, Janko von Racovitz från Valakiet, och efter dennes död med en skådespelare Siegwart Friedmann 1868, skildes från honom 1873 och blev skådespelerska.
Helene von Dönniges gifte sig för tredje gången 1875 i Ryssland med en socialistiskt sinnad baron Sergej von Schewitsch, utvandrade med denne till Nordamerika och bedrev där journalistisk verksamhet. Återkommen till Europa var hon bosatt i München och verksam som teosofisk skriftställare. Hon begick självmord strax efter Schewitschs död. 
Helene von Dönniges utgav bland annat Meine Beziehungen zu Lassalle (1879, 11:e upplagan 1883), Von andern und mir (1910; sjunde upplagan 1918; svensk översättning "En kvinnas bikt" av Helene von Racowitza, 1915) och In maiorem dei gloriam (1911).